# The Comet Song
The Comet Song é uma canção da cantora islandesa Björk, escrita por ela mesma e por Sjón como o principal tema do filme Moomins and the Comet Chase. Toda a verba arrecadada com o single foi doada para as vítimas da Enchente no Paquistão de 2010.

## Videoclipe
O videoclipe é formado com partes das imagens do filme.